# 2017年11月中国大陆

## 11月4日
- 全国人大常委会第三十次会议审议通过刑法修正案（十），对侮辱国歌行为的刑事责任作出处三年以下有期徒刑、拘役、管制或者剥夺政治权利的规定[1]。同时，《国歌法》将列入香港基本法附件三、澳门基本法附件三[2]。

## 11月5日
- 南昌市青山湖区宣传部确认，地方教育与民政等部门，已经核准被曝虐待青少年学员的豫章书院的注销申请[3]。

## 11月8日
- 河北雄安新区管委会与阿里巴巴集团签署合作协议，計劃打造以“城市大脑”为人工智能中枢的新型城市[4]。
- 美国总统唐纳德·特朗普抵达北京，对中国展开国事访问[5]。
- 上海市长宁区曝出上海妇联下属单位参与营办的携程亲子园存在教师虐待幼童行为，涉事三名教师和园长被带去新泾派出所接受调查，据悉亲子园9日起会停课整顿[6]。
- 极限高空运动发烧友吴咏宁在湖南长沙天心区高263米、62层的华远·华中心大楼楼顶坠落至平台死亡[7]。

## 11月10日
- 江西九江市柴桑區委宣傳部在微博回應志願者發現當地有镉米出產問題，表示區委、區政府已組織調查，鎮、村成立工作組進村入戶收存疑似污染大米，待檢驗結果確認後，對確屬污染大米統一進行無害化處理[8]。

## 11月11日
- 双十一购物节结束，阿里巴巴当天总成交额达1682亿元人民币，再创历史新高[9]。

## 11月15日
- 安徽阜阳境内2公里高速路段内发生30余辆车连环追尾事故，约7辆车起火。初步统计已造成7人死亡，重伤人数不详[10]。

## 11月18日
- 北京市大兴区西红门镇新建村新康东路8号发生重大火灾，共造成19人死亡、8人受伤[11]。
- 国务院印发《划转部分国有资本充实社保基金实施方案》，明确从2017年开始，选择部分中央企业和部分省份试点，统一划转企业国有股权的10%充实社保基金，缓解养老保险基金支付压力[12]。
- 西藏自治区林芝市米林县发生里氏6.9级地震，震源深度约为10千米，造成3人受伤[13]。

## 11月19日
- 继18日大兴区发生重大火灾后，北京市住建委党组书记、主任徐贱云主持召开紧急会议，宣布在全市各行业、领域开展安全隐患大排查、大清理、大整治专项行动，行动的重点以城乡结合部为核心，清查整治出租公寓、出租大院、待疏解或正拆除场所、彩钢板建筑、工厂企业、厂房库房、仓储物流、汽配城、批发市场等[14]。众多外媒报道北京“借大火清理低端人口”[15]，中共北京市委机关报《北京日报》刊文否认此说法[16]。

## 11月20日
- 2017年维多利亚的秘密时尚秀在上海梅赛德斯-奔驰文化中心举行，这是维多利亚的秘密时尚秀首次在亚洲举办[17]。中国超模奚梦瑶在走秀时意外摔倒引发热议[18]。
- 国务院正式批准将每年8月19日定为中国医师节[19][20]。

## 11月21日
- 针对桃江中学出现的聚集性肺结核公共卫生事件，湖南省桃江县相关责任人采取组织处理措施，多名相关责任人士遭免职[21]。同时，据湖南省卫计委通报，桃江县职业中专学校出现了第二起校园结核病疫情[22]。
- 中共中央宣传部原副部长、前国家互联网信息办公室主任鲁炜因涉及严重违纪，被中共中央纪委调查[23]。
- 长沙市中级人民法院依法公开宣判江天勇煽动颠覆国家政权案一审结果，认定江天勇犯煽动颠覆国家政权罪，判处有期徒刑二年，剥夺政治权利三年。江天勇当庭表示不上诉[24][25]。

## 11月22日
- 清华大学经济管理学院中国与世界经济研究中心主任李稻葵在北京“2017新浪金麒麟”论坛上，认为面对中国人口迅速老龄化问题，一个现代化强国不能把大量的精力放在照顾这些老人上，建言应把现在健康水平不错的中老年人利用好，让他们继续有事情做，以减少社会养老负担[26]。
- 北京各区正式行动展开为期40天的安全隐患大排查、大清理、大整治专项行动，执行力度各地不一，有的要求不能给三轮车充电，有的没收电瓶，有的关闭门店。据报包括顺丰快递、京东物流、德邦物流等多家快递物流公司在北京的分拨中心被要求搬迁或关停，预计北京11月、12月份的物流将会受到影响[27]。

## 11月23日
- 纽约证券交易所上市公司红黄蓝教育旗下在北京管庄幼儿园的曝出丑闻，家长指控该园幼师为托管幼儿打针与喂食不明药片，且有消息称可能存在体罚、猥亵乃至性侵等情况。涉事幼儿园否认相关指控，称会积极配合有关单位的调查[28][29]。

## 11月24日
- 德国驻华工商总会发布声明，高度关注在华德企被施压要求在企业内部发展壮大共产党组织的事，指如果这一趋势继续在德企蔓延，将考虑全面退出和终止在华业务和对华投资计划[30]。

## 11月26日
- 26日上午8時50分左右，宁波市一处小区附近发生爆炸，造成至少2人死亡、4人重伤，经公安、消防等部门分析，确定爆炸中心处位于宁波江北区李梦小区北侧原李家村外围空地化粪池，并排除由管道煤气引发爆炸的可能。[31]后经调查确认，爆炸中心点有拆解销毁非法制造的爆炸物作业活动，专家评审认为属拆解作业不慎引发爆炸，排除人为故意制造爆炸可能。爆炸物归属者被警方控制。截至爆炸当晚21时，共造成2人死亡、19人受伤、2人失联[32]。

## 11月27日
- 广州将开展群租房专项整治行动。据消防部门介绍，各区将结合入户走访及建筑信息采集工作，发动镇街、基层派出所及网格员力量，开展摸底排查，找准辖区最突出的群租房、“三合一”区域，有针对性地开展集中整治。对排查发现的问题，将进行分类登记造册、分类监管，逐一复查验收[33]。
- 中国工程院公布2017年院士增选名单，共有67名院士新入选，其中18名为外籍院士[34]。

## 11月28日
- 台湾社工李明哲被湖南岳阳市中级人民法院以「顛覆國家政權罪」罪名判刑5年，剝奪政治權力2年，成為首位因上述罪名遭判刑的台灣公民[35]。
- 新华社报道，原中央军委委员、中央军委政治工作部主任张阳23日在家中自缢身亡[36]。消息公布后，《解放军报》发表署名评论，形容张阳是“畏罪自杀”，批评他以自杀逃避党纪、国法惩处，“行径极其恶劣”[37]。

## 11月30日
- 中国共产党与世界政党高层对话会在北京开幕[38]。